# IC 2525
IC 2525 — галактика типу C (компактна галактика) у сузір'ї Малий Лев.
Цей об'єкт міститься в оригінальній редакції індексного каталогу.